# St. Marien (Leißling)

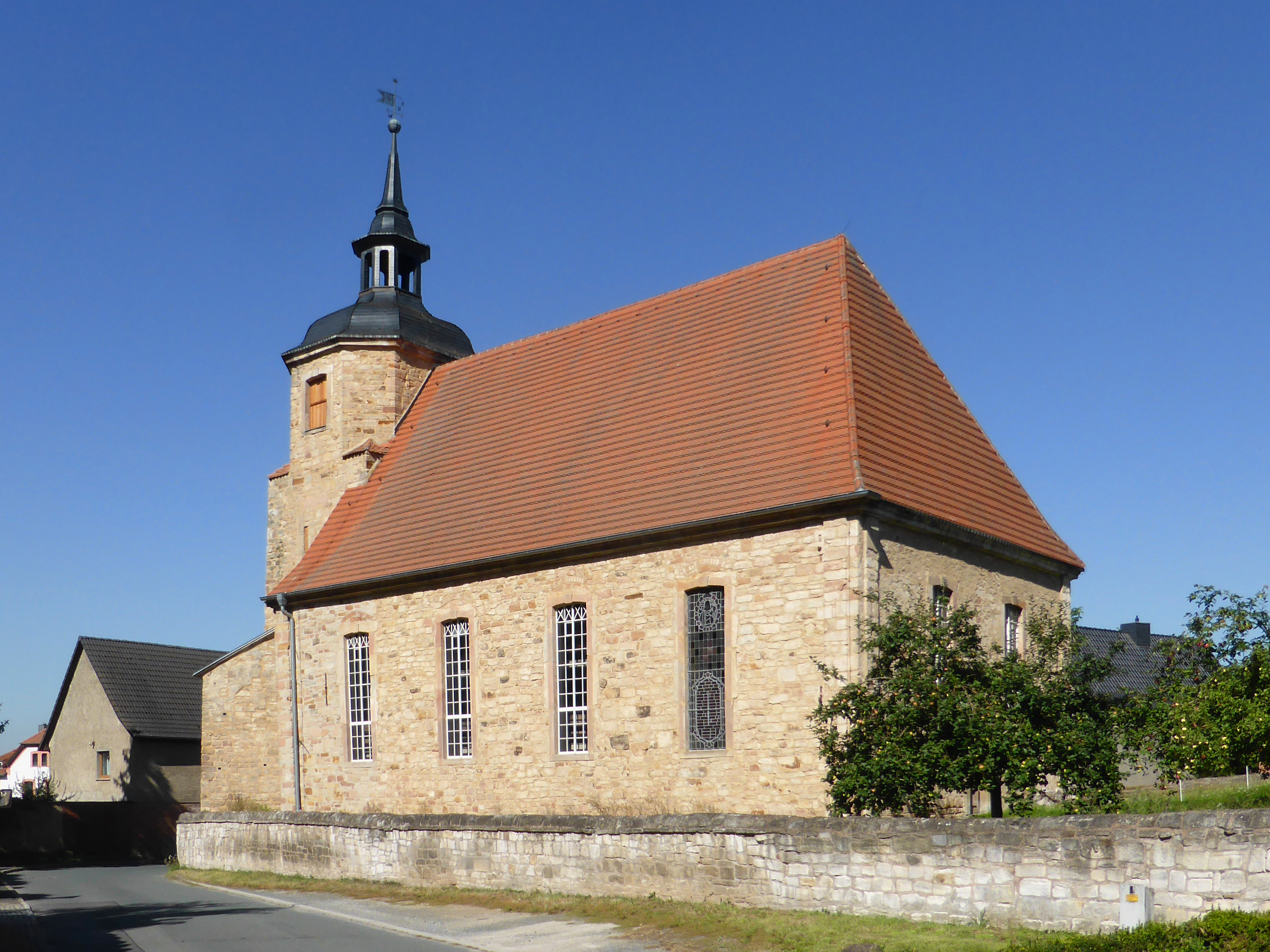
St.-Marien-Kirche in Leißling

Die evangelische St.-Marien-Kirche ist eine denkmalgeschützte Kirche im Ortsteil Leißling der Stadt Weißenfels in Sachsen-Anhalt. Sie gehört zum Pfarramt Weißenfels-Südost im Kirchenkreis Merseburg der Evangelischen Kirche in Mitteldeutschland. Im örtlichen Denkmalverzeichnis ist das Gebäude unter der Erfassungsnummer 094 15399 als Baudenkmal verzeichnet. Die Kirche kann in der Regel nicht besichtigt werden.

## Geschichte und Architektur
Namenspatron der Kirche ist die Heilige Maria. Die Kirche wurde als romanische Chorturmkirche erbaut. Während der Barockzeit erfolgte ein Umbau der Kirche. Der Kirchturm wurde um einen achteckigen Aufsatz erhöht. Das in den Jahren 1713 bis 1716 errichtete Kirchenschiff reicht fast bis an die Dachhaube.
Das Innere ist mit einer einst farbig bemalten Bilderdecke abgeschlossen. Die barocke Ausstattung ist weitgehend erhalten geblieben. Der Raum ist von doppelten, marmorierten Emporen eingefasst, die in 54 einander typologisch gegenübergestellten Darstellungen aus dem Alten und Neuen Testament in Grisailletechnik bemalt sind; diese Gestaltung erinnert an die Kapelle im Schloss Neu-Augustusburg (Weißenfels). Im Eingang und unter der Orgelempore sind perspektivische Architekturdarstellungen vermutlich nach italienischem Vorbild zu finden.

## Ausstattung
Das Hauptstück der Ausstattung ist ein Kanzelaltar mit seitlichen Patronatslogen, der Kanzelkorb ist von ionischen Säulen gerahmt, im Giebelfeld darüber ist die Kreuzigung dargestellt. Geschwungene Aufsätze mit bewegtem Akanthuslaub sind auf den Herrschaftsemporen zu finden, die Rokoko-Ornamente in den Spiegeln der Brüstung sind vermutlich eine spätere Übermalung. Darunter befindet sich die Frauenempore mit durchbrochenem Rankengitter. Die vorschwingende Westempore zeigt einen aufwendigen barocken Orgelprospekt, der an der Brüstung mit einer Inschriftkartusche auf das Jahr 1779 datiert ist; darunter befinden sich die Zahl 1760 (oder 1766), die sich vermutlich auf eine Restaurierung der Kirchenausstattung bezieht. Auffallend ist die teilweise Überschneidung von Brüstungsgemälden im westlichen Bereich, offenbar durch eine spätere neue Zusammenstellung des Emporengerüsts.
Von der mittelalterlichen Ausstattung ist ein spätgotischer Kruzifixus erhalten, der einst mit Rosshaar versehen war. Eine Bronzeglocke stammt aus dem Jahr 1445.